# Fouquières-lès-Béthune

Fouquières-lès-Béthune este o comună în departamentul Pas-de-Calais, Franța. În 1 ianuarie 2022 avea o populație de 1.111 de locuitori.